# Богословский, Александр Тимофеевич
Богословский Александр Тимофеевич (18 июля 1908 — 10 декабря 1971) — советский деятель военно-морского флота, контр-адмирал (25 мая 1959).

## Биография
Родился 18 июля 1908 года в селе Ольховка Области Войска Донского Российской империи (ныне Камышинский район Волгоградской области) в русской крестьянской семье. Был рабочим. В 1930 году вступил в ВКП(б). 
С 18 декабря 1930 года в РККФ, краснофлотец шифровально-штабной службы Объединенной школы Учебного отряда Морских сил Черного моря. С 3 января 1932 года краснофлотец шифровально-штабной службы крейсера «Красный Кавказ», а с 18 июня 1932 года крейсера  «Профинтерн». С 23 декабря 1932 по 15 июня 1933 года обучался в секторе специальной штабной службы Специальных курсах командного состава ВМС РККА, после чего был направлен старшим специалистом шифровально-штабной службы штаба Морских сил Черного моря. 
С 5 декабря 1933 года на той же должности в бригаде подводных лодок Морских сил Дальнего Востока. С 23 ноября 1934 по 17 июня 1938 года проходил обучение в штурманском классе параллельных классов при Военно-морском училище им. М.В. Фрунзе, которые закончил с отличием. С 30 июня 1938 года командир штурманского сектора (БЧ-1) крейсера «Профинтерн». Со 2 ноября 1939 года начальник отделения 2-го отдела штаба Черноморского флота, с 19 августа 1940 года командир по боевой подготовке отдела боевой подготовке штаба Черноморского флота.
Великая Отечественная война
Начало Великой Отечественной войны встретил в прежней должности. С февраля по июнь 1942 года проходил обучение на Высших специальных курсах командного состава ВМФ, после которых 2 августа 1942 года направлен на должность начальника штаба Астраханской военно-морской базы. Из наградного листа: «Руководил и лично участвовал в ПВО и ПМО р. Волга и северо-западной части Каспийского моря во взаимодействии с 28-й армией Сталинградского фронта, руководил обороной к подступам низовья р. Волга и Астрахани. руководил и лично участвовал в обороне многочисленных переправ через Волгу частей 28-й и 51-й армий. Успешно обеспечил и лично участвовал в перевозке войск для Сталинградского и Северо-Кавказского фронтов в 1942 году, когда весьма активно действовала ВВС противника. принимал личное участие в обороне Сталинграда». С 24 августа 1943 года старший командир-оператор по флоту оперативного отдела штаба Каспийской военной флотилии. С августа по октябрь 1943 года находился в распоряжении Военного совета Черноморского флота. С 8 октября 1943 года старший помощник командира  крейсера  «Молотов». 
Послевоенная служба
С декабря 1946 года командир 1-го дивизиона тральщиков эскадры Черноморского флота. С мая 1947 года начальник штаба Кавказского морского оборонительного района, а с июня 1947 года Потийской военно-морской базы. С января 1948 года заместитель начальника отдела устройства службы, он же начальник строевой инспекции. С мая 1949 года начальник 5-го отдела штаба Черноморского флота. 
С декабря 1950 по октябрь 1951 года проходил обучение на Академических курсах офицерского состава при Военно-морской академии им. К.Е. Ворошилова, после чего назначен на должность начальника штаба Потийской военно-морской базы. С мая 1952 года командир  крейсера  «Дзержинский». 
С ноября 1953 года командир 8-го учебного отряда, с сентября 1954 года командир 46-го минно-артиллерийского учебного отряда, контр-адмирал — 25.05.1959. С августа 1960 года командир 7-го учебного отряда. С июня 1962 года помощник командующего Черноморским флотом, одновременно начальник Севастопольского гарнизона. С декабря 1965 года находился в распоряжении главнокомандующего ВМФ. 
Из аттестации (1959): «Хороший организатор, решительный и волевой начальник, умеющий творчески решать поставленные задачи. Повседневную требовательность сочетает с проявлением заботы о подчиненных. За пятилетний период командования отделом накопил богатый опыт в деле подготовки специалистов для флота. Много и плодотворно работает по обучению, воспитанию обучающего состава... Добился устойчивой уставной организации... Систематическая связь контр-адмирала Богословского и подчиненных ему офицеров с флотом также положительно сказывается на качестве подготовки специалистов, дает возможность своевременно реагировать на высказанные замечания и предложения в обучении... Умело ведет войсковое хозяйство, добился образцового содержания жилых и служебных помещений».
С 1 марта 1966 года в запасе по болезни. Умер 10 декабря 1971 года в Севастополе. Похоронен в посёлке Дергачи на Мемориальном кладбище советских воинов.

## Награды
- Орден Ленина (30.12.1956);
- Орден Красного Знамени (14.06.1945,02.06.1951);
- Орден Отечественной войны I степени (25.12.1944);
- Орден Красной Звезды (30.04.1946);
- Медаль «За боевые заслуги» (03.11.1944);
- Медаль «За оборону Севастополя» (16.11.1943);
- Медаль «За оборону Сталинграда»;
- Медаль «За оборону Кавказа»;
- Медаль «За победу над Германией в Великой Отечественной войне 1941–1945 гг.» (09.05.1945).